# Hemogramă

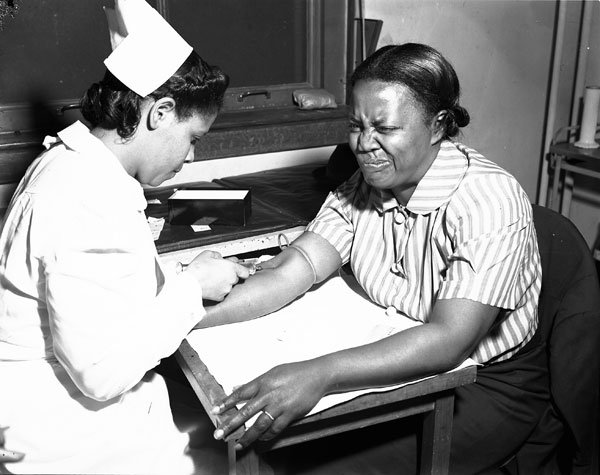

Hemograma este un examen de laborator care evaluează cantitativ și calitativ elementele figurate (celulele) din sânge. Furnizează informații atât despre numărul tuturor tipurilor de celule sanguine, cât și despre mărimea, forma și alte caracteristici fizice ale acestora. Termenul desemnează și buletinul care cuprinde rezultatul unui astfel de examen de laborator. Hemograma este una din analizele recomandate în mod uzual pentru evaluarea generală a stării de sănătate. Prin intermediul ei se pot depista anumite disfuncționalități la nivelul organismului, cum sunt anemiile, infecțiile sau diverse alte boli.
Pentru efectuarea unei hemograme complete este necesară recoltarea unei mici cantități de sânge venos, de regulă prin puncție venoasă la nivelul unei vene superficiale. O hemogramă parțială se poate realiza și dintr-o picătură de sânge periferic, recoltată de regulă de la nivelul unui deget al mâinii (la adult) sau de la nivelul călcâiului (la sugari și copiii mici).

## Sângele
Sângele este compus dintr-o parte lichidă, numită plasmă, și o alta celulară. În plasmă sunt prezente o vastă gamă de substanțe cum ar fi: proteine, lipide, glucide,  minerale, enzime, hormoni și vitamine. A doua parte, cea celulară, este compusă din globule roșii, globule albe și trombocite.

## Globulele roșii
Globulele roșii (în engleză red blood cells - RBC), numite și hematii sau eritrocite, sunt celule ale sângelui care au forma unui disc plat și sunt lipsite de nucleu. Acestea transportă oxigenul (fixat în hemoglobină) la celulele din țesuturi, de unde aduc la plămâni dioxidul de carbon rezultat din metabolismul tisular.
Valorile normale sunt, pentru bărbați, 4,5-6 milioane/mm³; pentru femei, 4-4,5 milioane/mm³, numărul lor influențând valorile hemoglobinei.

#### Hemoglobina
Hemoglobina (Hgb) este o proteină prezentă în globulele roșii care are rolul de a transporta oxigenul de la plămâni la țesuturi, pe calea sângelui arterial, și dioxidul de carbon dinspre țesuturi spre plămâni, pe calea sângeui venos, pentru a fi eliminat prin aerul expirat. Ea este sintetizată în același timp cu eritrocitele în curs de maturare din măduva osoasă. Într-o globulă roșie sunt cca 350 milioane de molecule de hemoglobină, fiecare transportând câte patru molecule de oxigen.
Valorile normale sunt în funcție de vârstă, rasă, sex și zonă geografică. De exemplu, pentru adulții de rasă caucaziană din Europa, valorile normale ale hemoglobinei sunt cuprinse între 14-18 g/100 ml pentru bărbați și 12-16 g/100 ml pentru femei.
Valori mai mari decât media pot fi cauzate de policitemie, diaree, deshidratare, șoc, de transfuzii de sânge repetate, etc.
Valorile inferioare mediei apar în anemiile de diverse etiologii: anemiile carențiale (prin deficit de fier, de vitamină B12), anemii hemoragice, anemii hemolitice, anemii infecțioase, anemia din insuficiența renală cronică, din leucemie, boli de colagen, etc.
Pentru sportivi, intervalele normale pot fi diminuate cu o unitate.

#### Hematocritul
Hematocritul (Hct) (plural hematocrite) (sau în engleză packed cell volume (PCV) sau erythrocyte volume fraction (EVF)) este procentul volumic eritrocitar (de globule roșii) dintr-un volum de sînge, în procente (globule roșii, plachete și globule albe). Valorile hematocritului sunt de la 36%-48% la femei și 40%-53% la bărbați. Atleții au valori de 36%-41% la femei și 40%-45% la bărbați.
Volumul celular mediu (în engleză Mean Corpuscular Volume - MCV) este valoarea care arată volumul mediu al globulelor roșii și servește la diagnosticarea anemiei. Valorile normale sunt de 80-95 fL (1 femtolitru (fL) = 10−15L). Când MCV este mai mic decât media: anemie microcitară; dacă MCV este mai mare decât valoarea medie: anemie macrocitară.
Concentrația medie a hemoglobinei (în engleză Mean Corpuscular Hemoglobin Concentration - MCHC) este valoarea concentrației de hemoglobină în celula roșie. Valorile normale exprimate în procente oscilează între 31%-37%. Valorile inferioare apar în cazurile de hipocromie.
Lărgimea distribuției eritrocitare (în engleză Red-cell Distribuition Width sau, abreviat, RDW) este un indice eritrocitar care cuantifică heterogenitatea volumului hematiilor (sau gradul de anizocitoză). Se calculează cu formula:
RDW (%) = Deviația standard a marimii eritrocitelor x 100 / MCV
Valorile normale sunt, în procente, între 11%-16% sau, transformat în valoare absolută, între 39-50 fL.

## Globulele albe
Globulele albe, numite și leucocite (în engleză white blood cells - WBC), sunt celule ale sîngelui au un aspect de mici mase gelatinoase incolore, sunt mai mici decît eritrocitele însă mai groase (10-12 micron diametru), cu un nucleu rotund (limfocitele) sau polilobat (celule polimorfonucleare). În general acestea au funcții de apărare împotriva microorganismelor. Unele din ele ajung la țesuturile cu bacterii și substanțe străine, inconjurându-le și distrugându-le. Altele produc substanțe numite anticorpi, care neutralizează acțiunea nocivă a virusului și a bacteriilor care eventual penetrează în organism.
Pot fi divizate în: 
- Neutrofile - servesc la apărarea organismului de infecții, în special cauzate de bacterii. Acestea conțin diverse proteine și substanțe chimice în stare să distrugă ireversibil membrana organismelor patogene pe care le fagocitează.
- Eozinofile - au funcțiunea de apărare a organismului de paraziți. Numărul lor crește mai ales în bolile alergice (astm, rinită alergică, urticaria, etc.) și pot fi responsabile de anumite simptome caracteristice acestor boli.
- Bazofile - funcția acestora nu e foarte bine cunoscută, chiar dacă numărul acestora crește în cazul alergiilor; conțin histamină care, eliberată în exces în sînge sau în țesut, provoacă disconfort.
- Limfocite - se subdivizează în limfocite B, T, Natural Killer, etc. Fiecare dintre acestea are funcții diverse:
  - limfocitele B produc anticorpi, molecule importante pentru apărarea organismului de infecții prin procesul de imunitate umorală;
  - limfocitele T nu produc anticorpi însă eliberează alte molecule importante pentru apărarea contra infecțiilor, mai ales infecțiile virale. Acestea sunt în stare să recunoască în mod precis celulele străine pe care le distrug și au un rol esențial în apărarea organismului de tumori (imunitate celulară).
  - Celulele Natural Killer (NK) sunt asemănătoare limfocitelor T.

Dacă numărul de limfocite crește, infecția este probabil de origine virală.
- Monocitele - apăra organismul de anumite bacterii, cum ar fi cele care provoacă tuberculoză. Dacă crește numărul acestora înseamnă că infecția e provocată de bacterii. Valorile normale sunt de la 4.000 la 7.000 pe mm3 pentru femei și de la 5.000 la 8.000 pe mm3 la bărbați.

Neutrofilele constitue 40-75%, eosinofilele  0-7%, basofilele 0-2%, linfocitele 18-50% și monocitele 2-9%.
Numărul globulelor albe crește dacă se consumă anumite substanțe ca arginină sau periodic (în caz de sarcină, menstruații). În cazul în care numărul lor scade, corpul este mai mult expus bolilor căci sistemul imunitar slăbește.

## Trombocitele
Trombocitele, numite și plachete sanguine (PLT), sunt elemente celulare ale sângelui fără nucleu, de forma unui disc, reprezentând fragmente din celulele numite megacariocite. Trombocitele au un rol important în procesul de coagulare. Valorile normale sunt de la 150 la 440 mii/microlitru. Unele medicamente influențează numărul de trombocite, cum ar fi contraceptivele orale sau aspirina.
Diminuarea numărului de plachete, numită trombocitopenie, poate fi cauzată de o transfuzie imediată de sânge sau de o perioadă îndelungată de întrebuințare a anumitor medicamente: antibiotice, diuretice, hipoglicemiante. Ea poate fi însă și semnul unor boli organice, cum ar fi: anemia, lipsa vitaminei B12 și a acidului folic, infecțiile virale, leptospiroza, limfomul, malaria, hipertiroidia, purpura, infecțiile cu streptococi, scarlatina, tifosul.
Creșterea numărului de plachete, numită și trombocitoză, poate fi din cauza unui supradozaj de vitamina B12 și acid folic, din cauza sarcinii sau unei activități sportive intense (în ultimele 2 cazuri fiind considerată o situație normală, fiziologică, de aceea nu este luată în considerație de către medic). Poate fi însă și un semn al altor boli cum ar fi tumorile.